# Philipp II. von Nassau-Idstein

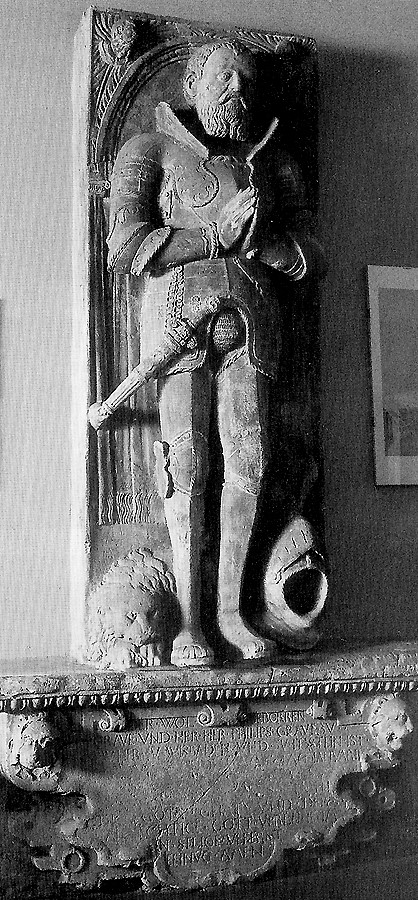
Epitaph von Philipp II. von Nassau-Idstein

Graf Philipp II. von Nassau-Idstein, auch als "der Jungherr" bezeichnet (* 1516 in Idstein; † 3. Januar 1566 in Burg Sonnenberg), war Regent von Nassau-Wiesbaden-Idstein.

## Leben
Die Grafschaft Nassau-Idstein, teilweise und zeitweise auch als 'Nassau-Wiesbaden-Idstein' bezeichnet gehörte dem Oberrheinischen Reichskreis an. Philipp II. gehörte dieser Grafenlinie an die vom Adolf I. gegründet wurde.
Philipp II. wurde im Jahre 1516 als Sohn von Philipp I. von Nassau-Idstein und dessen Ehefrau Adriana von Hennegau-Bergen (* 9. März 1495; † 27. Juni 1524) geboren. Graf Philipp „der Jungherr“ (im Gegensatz zu seinem Vater, welcher als „der Altherr“ tituliert wurde) erhielt seine Erziehung in den Niederlanden, wo er auch seine Jugend verbrachte.
Philipp I. nahm hinsichtlich der Reformation eine eher passive Haltung ein, er selbst blieb zeitlebens katholisch. Seine Herrschaft teilte er unter den Söhnen Adolf und Philipp II. auf. Adolf erhielt den Amtsbereich Idstein, Philipp den Amtsbereich Wiesbaden. Da jedoch Adolf noch vor seinem Vater starb, ging die Herrschaft Idstein an Philipp II. über, welcher in den letzten Regierungsjahren des Vaters bereits als Mitregent eingesetzt war. Den jüngsten Sohn Balthasar ließ der Altherr 1535 in den Deutschen Orden eintreten.
Nach dem Tod seines Vaters, Graf Philipps 'des Altherrn' von Nassau-Idstein, übernahm der Sohn Philipp 1558 die Gesamtregierung und führte nach Aufhebung des Idsteiner Stifts die Reformation durch. Am 26. Juni 1553 tat Graf Philipp II. – bereits in seiner Zeit als Mitregent – den definitiven Schritt zur Durchsetzung der Reformation in Idstein mit der Berufung von Nikolaus Gompe (* 1514; † 1595) zum Predigeramt in Idstein. Auch in Mosbach-Biebrich war er bestrebt die Reformation durchzuführen, hier schien jedoch die Situation komplizierter zu sein. Kirchenrechtlich gehörte die Mosbacher Pfarrgemeinde zum Kloster Eberbach im Rheingau. Als Patronatsherr setzte der Abt von Eberbach den jeweiligen Pfarrer ein und bestimmte dadurch die religiöse (also katholische) Ausrichtung der Pfarrangehörigen. Jetzt versuchte jedoch Philipp II. die katholischen Zeremonien einzustellen und sich an den 1555 zu Augsburg vereinbarten Religionsfrieden zu halten. Doch das Kloster von Eberbach war damit nicht einverstanden. In den nun folgenden Auseinandersetzungen drohte der Graf damit, den Zehnten von Mosbach einzubehalten. Da gab das Kloster nach, da es auf die Einnahmen aus Mosbach dringend angewiesen war. Der katholische Pfarrer wurde abgezogen und 1560 kam Johannes Lorsbach aus Oestrich im Rheingau als erster evangelischer Pfarrer nach Mosbach.
Doch erst 1609 konnte die Reformation in der gesamten Grafschaft Nassau-Idstein(-Wiesbaden) durch die Einführung der Nassau-Saarbrückensche Kirchenordnung und Agende zu einem endgültigen Abschluss gebracht werden. Nassau-Idstein war damit ein lutherisches Territorium geworden, während der nördliche Nachbar Nassau-Dillenburg zu einem Vorreiter des reformierten Protestantismus wurde.
Philipp II. war unverheiratet, blieb ohne Nachkommen und starb am 3. Januar 1566 auf der Burg Sonnenberg. Seine sterblichen Überreste wurden in der ehemaligen Mauritiuskirche zu Wiesbaden bestattet. Die Herrschaft Wiesbaden übernahm sein jüngerer Bruder Balthasar (die Herrschaft Idstein ist ihm bereits 1564 übertragen worden). Balthasar starb jedoch bereits zwei Jahre nach Philipps Tod. Es folgten noch zwei Regenten über Nassau-Idstein: Balthasars Sohn Johann Ludwig I. (* 1567; † 1596) und der Enkel Johann Ludwig II. (* 1596; † 1605). Mit diesem starben die Grafen der Linie Nassau-Idstein aus. Die Herrschaft wurde von der Nassau-Weilburg-schen Grafenlinie übernommen.